# Wetria insignis
Wetria insignis är en törelväxtart som först beskrevs av Ernst Gottlieb von Steudel, och fick sitt nu gällande namn av Airy Shaw. Wetria insignis ingår i släktet Wetria och familjen törelväxter. Inga underarter finns listade i Catalogue of Life.